# Alessandro Florenzi
Alessandro Florenzi (Róma, 1991. március 11. –) Európa-bajnok olasz válogatott labdarúgó, az AS Roma középpályása, de kölcsönben az AC Milan csapatában játszik.

## Pályafutása

### Klubcsapatban

#### AS Roma
A klub legendájához, Francesco Tottihoz hasonlóan Florenzi is az AS Roma akadémiájának nevelkedett.
Fiatal kora miatt egészen 2011. május 22-ig kellett várnia az első Serie A-s mérkőzésére. Francesco Totti cseréjeként debütált a Sampdoria elleni 3–1-es győztes mérkőzésen, hazai közönség előtt.

#### Crotone (kölcsönben)
A 2011–12-es idényt kölcsönben a másodosztályú FC Crotone csapatában töltötte és már első találkozóján gólt szerzett a gárdában. Ideiglenes klubjában 35 mérkőzésen lépett pályára és összesen 11 gólt szerzett. Ezután a teljesítmény után a másodosztályú klub élt az AS Roma által ajánlott opciós jogával és 250 ezer €-ért megszerezte a játékos fele játékjogát 2012 júniusában. Júliusban azonban nevelőegyüttese visszavásárolta és 1 millió 250 ezer €-t fizetett azért, hogy Florenzi teljes játékjogát birtokolja. Ebben a döntésben nagy szerepe lehetett az AS Roma új edzőjének, Zdeněk Zemannak, aki szívesen alkalmazta fiatal tehetségeket csapataiban és többször megfigyelhette a középpályás játékát ellenfélként, ugyanis az akkor szintén másodosztályú Pescarát edzette.

#### Visszatérés
A cseh edző pedig kezdőként számított rá a fővárosi csapatban, a középpálya bal oldalán szerepelt irányítása alatt, pont az mögött a Francesco Totti mögött, akit első profi bajnokiján váltott. Első gólját idei második mérkőzésén az Internazionale ellen szerezte 2012. szeptember 2-án. További 2 gólt szerzett, mind a kettőt a Bologna csapata ellen, ám két különböző mérkőzésen.
A 2012–13-as szezonban 28 meccsen lépett pályára, 4 gólt szerzett és 5 gólpasszt osztott ki.
A csapat új edzője Rudi Garcia is számít rá a 2013–14-es évadban is, azonban elsősorban jobb szélső támadóként. Megdöntött egy Serie A-s rekordot is, hiszen betalált a Livorno, a Parma, a Bologna és az Internazionale ellen is. 2014. január 12-én egy kiváló ollózós gólt szerzett a Genoa ellen. A 38 találkozóból 36-on szerepelt a szezonban.
A 2014–15-ös bajnokságban bemutatkozott a Bajnokok Ligájában Juan Iturbe helyetteseként az orosz CSZKA Moszkva elleni, 5–1-es csoportmérkőzésen. Első gólját a szezonban a Cagliari ellen szerezte, ahol a "Farkasok" 2–0 arányban győzedelmeskedtek.
2015. szeptember 16-án a Bajnokok Ligája címvédője, az FC Barcelona ellen a 31. percben a pálya széléről, 50 méterről szerzett gólt, így 1–1-es döntetlenre alakítva a végeredményt. A találat a 2015-ös FIFA Puskás Ferenc-díj 3. helyén végzett.
2016. október 26-án egy Sassuolo elleni 3–1-es idegenbeli Roma győzelem során a térdében egy keresztszalag sérülést szenvedett, amely 4 hónapos kihagyást jelentett a számára.
2017. február 17-én az AS Roma a hivatalos honlapján bejelentette, hogy Florenzinek újra elszakadt a keresztszalagja egy edzésen, így a szezonban többször nem léphetett pályára. 2017. szeptember 16-án tért vissza egy 3–0-s hazai győzelem során a Hellas Verona ellen.

#### Valencia (kölcsönben)
2020. január 30-án bejelentették, hogy 2020. június 30-ig kölcsönbe, a spanyol élvonalban szereplő Valencia csapatához került. Összesen 14 alkalommal kapott lehetőséget az egyesületben.

#### Paris Saint-Germain (kölcsönben)
2020. szeptember 11-én egy idényre újra kölcsönbe a került, ezúttal a francia Paris Saint-Germain FC-hez vételi opcióval. A 24-es mezszámot kapta meg. Két nappal később rögtön a kezdőcsapatba nevezte Thomas Tuchel vezetőedző. Az óriási tömegverekedéssel záródó Marseille elleni francia bajnoki rangadón 1–0-s vereséget könyvelhettek el. Október 2-án a 7. percben megszerezte elő gólját az Angers ellen, amellyel vezetést szereztek a végül 6–1-es győzelemmel véget érő bajnokin.

### A válogatottban
A 173 centis játékos végigjárta az olasz korosztályos válogatottakat. Szerepelt az U20-as és az U21-es gárdákban is.
Első felnőtt válogatott mérkőzésén a Squadra azzurra Franciaország ellen kapott ki egy barátságos találkozón, melyet 2012. november 14-én játszottak le. Meghívót kapott még a Hollandia elleni mérkőzésre is, melyet 2013. február 6-án rendeztek és 1–1-es eredménnyel zárult.
Első gólját a nemzeti együttesben 2013. október 15-én szerezte egy Örményország elleni világbajnoki selejtezőn.

## Statisztikái

### Klubcsapatokban
2020. december 20-án frissítve.
| Klub                             | Szezon           | Liga             | Liga  | Liga | Kupa  | Kupa | Nemzetközi | Nemzetközi | Egyéb | Egyéb | Összesen | Összesen |
| Klub                             | Szezon           | Bajnokság        | Mérk. | Gól  | Mérk. | Gól  | Mérk.      | Gól        | Mérk. | Gól   | Mérk.    | Gól      |
| -------------------------------- | ---------------- | ---------------- | ----- | ---- | ----- | ---- | ---------- | ---------- | ----- | ----- | -------- | -------- |
| AS Roma                          | 2010–11          | Serie A          | 1     | 0    | 0     | 0    | 0          | 0          | 0     | 0     | 1        | 0        |
| AS Roma                          | 2012–13          | Serie A          | 36    | 3    | 3     | 1    | —          | —          | —     | —     | 39       | 4        |
| AS Roma                          | 2013–14          | Serie A          | 38    | 6    | 4     | 0    | —          | —          | —     | —     | 42       | 6        |
| AS Roma                          | 2014–15          | Serie A          | 35    | 5    | 1     | 0    | 9          | 0          | —     | —     | 45       | 5        |
| AS Roma                          | 2015–16          | Serie A          | 33    | 7    | 1     | 0    | 8          | 1          | —     | —     | 42       | 8        |
| AS Roma                          | 2016–17          | Serie A          | 9     | 0    | 0     | 0    | 4          | 1          | —     | —     | 13       | 1        |
| AS Roma                          | 2017–18          | Serie A          | 32    | 1    | 0     | 0    | 10         | 0          | —     | —     | 42       | 1        |
| AS Roma                          | 2018–19          | Serie A          | 29    | 3    | 1     | 0    | 8          | 0          | —     | —     | 38       | 3        |
| AS Roma                          | 2019–20          | Serie A          | 14    | 0    | 2     | 0    | 2          | 0          | —     | —     | 18       | 0        |
| AS Roma                          | Összesen         | Összesen         | 227   | 25   | 12    | 1    | 36         | 2          | —     | —     | 280      | 28       |
| Crotone (kölcsönben)             | 2011–12          | Serie B          | 35    | 11   | 1     | 0    | —          | —          | —     | —     | 36       | 11       |
| Valencia (kölcsönben)            | 2019–20          | La Liga          | 12    | 0    | 1     | 0    | 1          | 0          | —     | —     | 14       | 0        |
| Paris Saint-Germain (kölcsönben) | 2020–21          | Ligue 1          | 11    | 2    | 0     | 0    | 6          | 0          | 0     | 0     | 17       | 2        |
| Karrier összesen                 | Karrier összesen | Karrier összesen | 285   | 38   | 14    | 1    | 43         | 2          | 0     | 0     | 347      | 41       |

### A válogatottban
2020. november 18-án frissítve.
| Olaszország | Olaszország | Olaszország |
| Év          | Mérkőzés    | Gól         |
| ----------- | ----------- | ----------- |
| 2012        | 1           | 0           |
| 2013        | 3           | 1           |
| 2014        | 3           | 0           |
| 2015        | 6           | 1           |
| 2016        | 11          | 0           |
| 2017        | 1           | 0           |
| 2018        | 6           | 0           |
| 2019        | 4           | 0           |
| 2020        | 5           | 0           |
| összesen    | 40          | 2           |

### Góljai a válogatottban
| #  | Dátum             | Helyszín                               | Ellenfél     | Gól | Végeredmény | Verseny                                                    |
| -- | ----------------- | -------------------------------------- | ------------ | --- | ----------- | ---------------------------------------------------------- |
| 1. | 2013. október 15. | San Paolo Stadion, Nápoly, Olaszország | Örményország | 1–1 | 2–2         | 2014-es labdarúgó-világbajnokság-selejtező                 |
| 2. | 2015. október 13. | Olimpiai Stadion, Róma, Olaszország    | Norvégia     | 1–1 | 2–1         | 2016-os labdarúgó-Európa-bajnokság (selejtező – H csoport) |

## Sikerei, díjai

### Klub
- Paris Saint-Germain
  - Francia kupa: 2020–21
  - Francia szuperkupa: 2020
- AC Milan
  - Olasz bajnok: 2021–22

### Válogatott
- Olaszország
  - Európa-bajnok: 2020